# The Timber Queen
The Timber Queen é um seriado estadunidense de 1922, dirigido por Fred Jackman, em 15 capítulos, estrelado por Ruth Roland e Bruce Gordon. O seriado foi produzido por Ruth Roland Serials & Hal Roach Studios e distribuido pela Pathé Exchange e veiculou nos cinemas dos Estados Unidos entre 16 de julho e 22 de outubro de 1922.
Este seriado é considerado perdido, mas alguns capítulos existem na UCLA Film and Television Archive.

## Elenco
- Ruth Roland - Ruth Reading
- Bruce Gordon - Don Mackay
- Val Paul - James Cluxton
- Leo Willis - Bull Joyce
- Frank Lackteen - Vance
- Bull Montana
- Al Ferguson
- Al Freez (creditado Otto Freez)
- Chris Lynton (creditado Chris Linton)

## Capítulos
1. The Log Jam
2. The Flaming Forest
3. Guilty as Charged
4. Go Get Your Man
5. The Yukon Trail
6. The HIdden Pearl
7. Mutiny
8. The Smuggler's Cave
9. Horned Fury
10. Human Vultures
11. The Runaway Engine
12. The Abyss
13. The Stolen Wedding
14. One Day to Go
15. The Silver Lining